# Лукас Мацерат
Лукас Мацерат (нім. Lucas Matzerath, 3 травня 2000) — німецький плавець. Учасник Чемпіонату Європи з водних видів спорту 2021 у Будапешті, де на дистанції 50 метрів брасом посів 5-те місце.